# 使命召唤：黑色行动 解密
《使命召唤：黑色行动 解密》是一款由Nihilistic（原nStigate）游戏工作室开发并由美国动视发行在PlayStation Vita上的第一人称射击游戏。本作是使命召唤系列在掌机平台上的第6作，也是继PSP平台上的《使命召唤：胜利之路》之后第二款登陆PS系掌机的作品。
本作首次公开于2012年的E3游戏展上，在索尼电脑娱乐的展前发布会上公布。本作由曾制作过同是PSV平台的《抵抗：燃烧苍穹》（Resistance: Burning Skies）的开发商 Nihilistic（重组后的原nStigate工作室）制作，而非此前为任天堂DS平台制作掌机版《使命召唤》系列的nSpace工作室。
《使命召唤：黑色行动 解密》于2012年11月13日以实体游戏卡带和PlayStation Store数字下载的形式发售。

## 評價
本作上市後評價偏低，其劇情模式幾乎沒有劇情可言，大致上是冷战后期Frank Woods、Alex Mason和Hudson的故事，講述他們在时间线介于《決勝時刻：黑色行動》和《決勝時刻：黑色行動2》之间執行任務，於西贡、柏林等地清掃殘黨。多數任務是單人衝入敵軍中槍戰放炸彈，總計10個關卡，技術熟練和掌握竅門者15分鐘能破一關，約2-3小時就全破，被譏為每一塊錢美元玩2分鐘，由於掌機先天操作限制整體遊戲較像傳統街機的光線槍戰，也很難丟出準確的手榴彈，整體敵人AI偏低，攻擊模式為躲藏等玩家進入特定距離就開槍發光全部子彈，還會出現敵人隔著障礙物開槍子彈穿出等程式毛病。